# Leucania badia
Leucania badia là một loài bướm đêm trong họ Noctuidae.